# Děčínský Sněžník

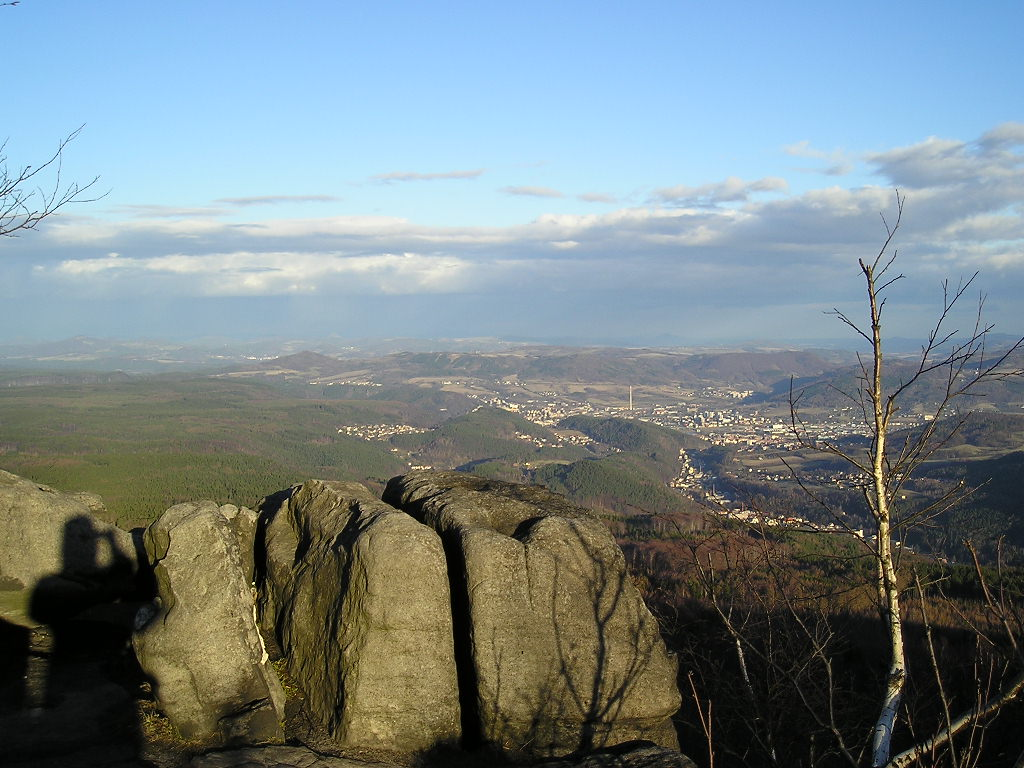
Widok z Dieczyńskiego Śnieżnika na Děčín

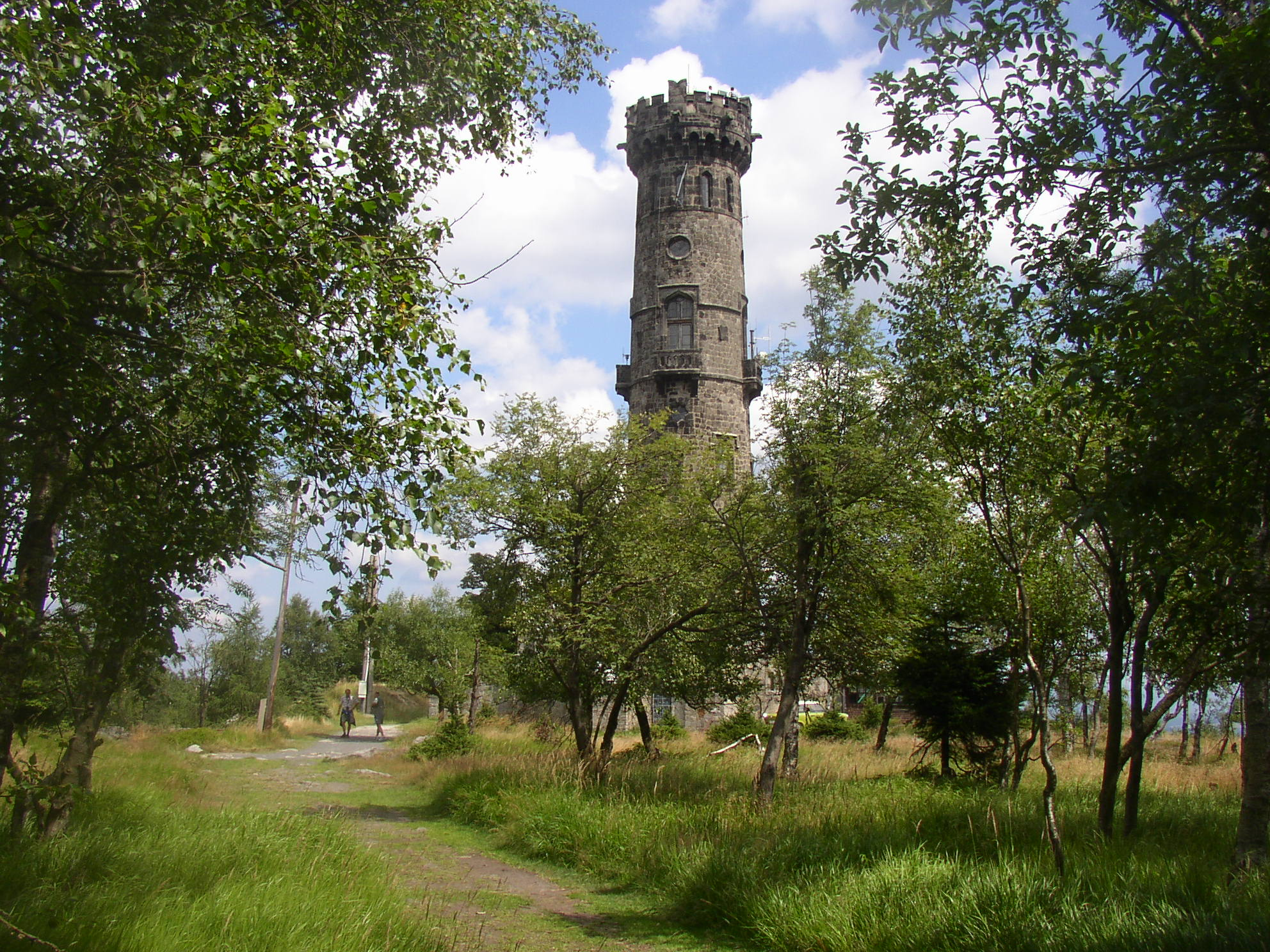
Wieża widokowa (1864) na szczycie

Děčínský Sněžník (pol. Dieczyński Śnieżnik, niem. Hoher Schneeberg) – stołowa góra o wysokości 723 m n.p.m. w Czechach.
Góra położona jest w północnych Czechach w środkowo-zachodniej części Wyżyny Dieczyńskiej czes. Děčínská vrchovina, w granicach obszaru chronionego krajobrazu Łabskie Piaskowce czes. CHKO Labské pískovce  około 9,0 km na północny zachód od miasta Děčín. Według czeskiego podziału wzniesienie należy do Krainy Rudaw. 
Wzniesienie o charakterystycznym trapezowym kształcie, z wyraźną płaską częścią szczytową, jest najwyższym szczytem Děčínské vrchoviny oraz najwyższą górą stołową w Czechach. Pomimo niedużej wysokości bezwzględnej szczyt jest widoczny już z daleka jako odosobniony stołowy masyw porośnięty lasem. Na górze znajdują się niewielkie, skalne labirynty, wieże i tarasy widokowe ulokowane nad krawędziami.
Wierzchołek góry od strony wschodniej ma wygląd płaskiej góry w kształcie stołu a od strony północnej wygląda jak pochylona platforma. Góra jest właściwie podwójna. Kształt stołowej góry ma najwyższa górna część szczytowa położona na rozległej płaskiej wierzchowinie, którą tworzą olbrzymie płyty skalne, zbudowane z płasko ułożonych górnokredowych piaskowców ciosowych, platforma rozciąga się od spadzistej brzegowej ściany południowej o szerokości 0,5 km na długości 1,5 km, w kierunku północnym. Od płaskiej platformy cała piaskowcowa kra w trzech kierunkach opada kilkumetrowymi pionowymi skalnymi ścianami, które w niższych partiach przechodzą w strome zbocza, porośnięte lasem, zbocze zwrócone w stronę Niemiec, jest nachylone i łagodnie opada w kierunku granicy państwowej.
W najwyższym punkcie góry znajduje się kamienna wieża widokowa o wysokości 33 m, z której rozciąga się okrężny widok na góry stołowe w Szwajcarii Saskiej, Szwajcarii Czeskiej, Góry Łużyckie i Rudawy oraz Czeskie Średniogórze. Widok z wieży nie obejmuje najbliższych okolic. 
Na wschodnim skraju płyty górnej położona jest skała Koňská hlava (668 m n.p.m.) z punktem widokowym na góry stołowe Grosser Zschirnstein, Königstein i Lilienstein. Drugi punkt widokowy zwany Drážďanská vyhlídka znajduje się na zachodnim obrzeżu stołowej płaszczyzny i jest zwrócony w kierunku Niemiec. Przy dobrej widoczności widać z niego Drezno (stąd nazwa punktu widokowego: cz. Drážďany = Drezno).

## Historia
Góra stała się ogólnie znaną atrakcją turystyczną po wybudowania na jej wierzchołku w 1864 roku wysokiej na 33 m, kamiennej wieży.
Wieża pierwotnie miała być prostą wieżą triangulacyjną. Swoją funkcję widokową zawdzięcza prowadzonej w XIX wieku akcji pomiaru terenu, kiedy całe ówczesne terytorium należące do Austrii podzielono na trójkąty tworząc sieć triangulacyjną. Główne punkty pomiaru powierzchni były lokalizowane na wzniesieniach, na których właściciele mieli obowiązek postawić wieże. Jeden z punktów sieci wyznaczony był na Děčínském Sněžníku, a ówczesny właściciel tutejszego terenu hrabia František Antonín Thun postanowił postawić wieżę o znacznie większych rozmiarach spełniającą jednocześnie inne funkcje. W związku z tym o projekt poprosił znanego drezdeńskiego architekta Hänela. Architekt wykonał projekt wysokiej 33-metrowej kamiennej wieży, która nie była surową prostą budowlą, ale gustownym architektonicznym dziełem wykonanym w modnym stylu elżbietańskim.
W 1863 roku na wierzchołku w najwyższym punkcie Sněžníka zaczęto wznosić wieżę, którą ukończono w 1864 roku. W latach międzywojennych wieża widokowa włącznie ze schroniskiem była atrakcją turystyczną. Po spaleniu się schroniska doszło do dewastacji wieży, co groziło jej zawaleniem. W latach 70. XX wieku zastanawiano się nad jej zburzeniem. Ruiny schroniska zabezpieczono, a wejście do rozpadającej się wieży zamknięto, nie przeprowadzając remontu konstrukcji. Dopiero w 1992 roku za 2 mln koron przeprowadzono remont, który uchronił wieżę przed rozbiórką. Od tego czasu dostępna jest publiczności.
W pobliżu Děčínského Sněžníku położone są: Vlčí jezero, Tiské stěny, Ostrovské skály.